# غيغيغي نو كيتارو
غيغيغي نو كيتارو (باليابانية: ゲゲゲの鬼太郎، بالروماجي: GeGeGe no Kitarō) مانغا يابانية من تأليف شيغيرو ميزوكي. صدرت عام 1960. اقتبست المانغا إلى مسلسل أنمي ولعبة وفيلم، كلمة غيغيغي (ゲゲゲ) هي صوت القهقهة باللغة اليابانية.

## القصة
كيتاروا هو يوكاي، يقضي ما بعد حياته في مساعدة حاجة البشر بمهاراته. يحبط خطط الأرواح الشريرة التي تعيش لتعذيب البشرية.

## الشخصيات
- كيتارو (باليابانية: 鬼太郎)

مؤدي الصوت: ماساكو نوزاوا (1968-1971)، كيكو تودا (1985)، يوكو ماتسوكا (1996)، مينامي تاكاياما (2007).
- ميداما أوياجي (باليابانية: 目玉のおやじ او 目玉親父)
- نيزومي اوتوكو / الرجل الجرذ (باليابانية: ねずみ男)
- نيكو موسومي / الفتاة القطة (باليابانية: 猫娘 او ねこ娘)
- سوناغاكي بابا (باليابانية: 砂かけ婆)
- كوناكي جيجي (باليابانية: 子泣き爺)
- ايتان مومين (باليابانية: 一反木綿)
- نوريكابي (باليابانية: ぬりかべ)
- نوراريهيون (باليابانية: ぬらりひょん)
- باك بارد (باليابانية: バックベアード)

## وصلات خارجية
غيغيغي نو كيتارو على موقع ANN manga (الإنجليزية)